# Greve da Grande Manufatura de Iaroslavl em 1895
A greve da Grande Manufatura de Iaroslavl de 1895 começou em 9 de maio de 1895, na região de Iaroslavl, no Império Russo. Houve várias greves em todo o império em 1895, em protesto contra a diminuição dos salários.

## Contexto
A Grande Manufatura de Iaroslavl era uma das maiores empresas da Rússia, entre cerca de 70 na cidade de Iaroslavl; exportou seus lençóis para a Europa. A empresa decidiu estabelecer novas tarifas para reduzir salários, decisão que não foi bem recebida pelos trabalhadores. De acordo com Vladimir Lênin, uma série de greves ocorreram nas províncias de Moscou, Vladimir e Iaroslavl para protestar contra multas semelhantes que lhes foram impostas. Estas multas foram impostas para estabelecer a disciplina (por exemplo, uma multa por fumar). Os proprietários das fábricas podiam impor multas na medida que desejassem e as multas eram impostas a critério dos empregadores.

## A greve
4 000 trabalhadores participaram da greve. Os trabalhadores cessaram o seu trabalho e começaram a danificar as instalações e máquinas da fábrica, por vezes incendiando-as e agredindo os quadros dirigentes. Em resposta, uma divisão de soldados interrompeu a reunião, matando treze homens. O czar Nicolau II, num telegrama sobre o relatório oficial, comentou: “Estou muito satisfeito com a forma como as tropas se comportaram em Iaroslavl durante estas revoltas nas fábricas”.

## Resultado
Em junho de 1886, foram introduzidas leis sobre multas para definir em que casos as multas poderiam ser impostas, estabeleceram multas máximas e determinaram que as multas cobradas fossem usadas para beneficiar os trabalhadores, em vez de aumentar o lucro do empregador.
A greve teve consequências para os trabalhadores, muitos dos quais foram presos e outros foram despedidos da empresa. A administração da fábrica também foi afetada, Fedorov e Shchapov não conseguiram se justificar perante a diretoria da parceria. E no final da greve, AF Gryaznov foi nomeado vice-diretor da fábrica no lugar de Shchapov, que deixou o serviço. Fedorov ocupou o cargo de diretor até seu contrato expirar em 1898.